# Gąsawa
Gąsawa (em alemão: Gerlingen de 1939 a 1945) é um município no norte da Polônia. Pertence à voivodia da Cujávia-Pomerânia, no condado de Żnin. É a sede da comuna urbano-rural de Gąsawa. Situa-se às margens do lago Gąsawa.
Estende-se por uma área de 6,93 km², com 1 406 habitantes, segundo o censo de 31 de dezembro de 2021, com uma densidade populacional de 202,9 hab./km².
Gąsawa recebeu um foral de cidade em 1388. Foi rebaixada à situação de vila em 13 de junho de 1934, com a reforma administrativa da Segunda República, tornando-se temporariamente uma comuna rural unitária. Em 1 de agosto de 1934, passou a fazer parte da recém-criada comuna coletiva de Gąsawa, no condado de Żnin, nos limites do qual se tornou uma gromada (o então equivalente a um sołectwo). De 1934 a 1954, foi a sede da comuna rural de Gąsawa, de 1954 a 1972 da gromada de Gąsawa, e, a partir de 1973, da comuna reativada de Gąsawa. De 1975 a 1998, pertenceu administrativamente à voivodia de Bydgoszcz. Em 1 de janeiro de 2024, recuperou a condição de cidade.

## Localização
Gąsawa está localizada na parte sudoeste da voivodia da Cujávia-Pomerânia, a aproximadamente 80 km de Poznań, 60 km de Bydgoszcz e cerca de 12 km de Żnin.
Histórica e etnograficamente, a cidade está localizada na região de Pałuki.
Segundo a regionalização físico-geográfica da Polônia, Gąsawa fica na fronteira de duas mesorregiões: Região do lago de Chodzieskie e Região do lago de Żnińsko-Mogileński, que fazem parte da macrorregião da Região dos lagos da Grande Polônia.

## Toponímia
O nome da cidade de Gąsawa é derivado de Gonzawy, Gonzowy — o nome original do rio Gąsawka, que liga o lago Gąsawskie ao lago Godawskie.

## História
A primeira menção a Gąsawa está na Bula de Gniezno do Papa Inocêncio II de 1136. Em 1227, durante a convenção dos príncipes do distrito em 24 de novembro, houve um ataque e o chamado crime de Gąsawa — o assassinato do duque Lesco I, o Branco de Cracóvia.
Em 1388, ocorreu a fundação da cidade. Era uma cidade clerical privada, de propriedade do abade do mosteiro dos Cônegos Regulares de Trzemeszno. No final do século XVI, estava no condado de Gniezno da voivodia de Kalisz.
Em 1600, enquanto durou a epidemia de cólera que prevaleceu em Poznań, o Colégio Lubrański — a primeira escola humanista da Polônia — foi transferido para a cidade. Em 1660, Gąsawa foi saqueada e destruída pelo exército sueco em retirada.
Ela perdeu seus direitos municipais em 1934. Entre 1975 e 1998, a cidade pertenceu administrativamente à voivodia de Bydgoszcz.
Desde 1 de janeiro de 2024, Gąsawa voltou a ter direitos municipais.

## Monumentos históricos
- Igreja de São Nicolau,[17] de madeira, de aproximadamente 1625, com um conjunto de pinturas barrocas nas paredes
- Capela do cemitério

## Esporte
A cidade abriga o estádio de hóquei sobre a grama, sede do clube LKS Gąsawa.

## Cultura
- Centro Cultural Municipal e Comunitário[19]
- Biblioteca Pública Municipal[20]

## Educação
- Complexo de escolas particulares, rua Żnińska 6[21]
- Escola primária Wanda Dobaczewska, rua Leszka Białego 6[22]
- Jardim de infância municipal, rua Żnińska 17[23]